# The Evil Within 2
The Evil Within 2, conocido en Japón como Psycho Break 2 (サイコブレイク Saikobureiku?) es un videojuego de terror en tercera persona desarrollado por Tango Gameworks y distribuido por Bethesda Softworks, para las plataformas PlayStation 4, Xbox One y Microsoft Windows, siendo la secuela directa de The Evil Within. El videojuego recibió críticas generalmente positivas; al igual que su predecesor, recibió elogios por sus efectos visuales, atmósfera y juego, pero recibió algunas críticas por su historia y sus personajes.
En febrero de 2018, Bethesda y Tango Gameworks informaron que estaba disponible la opción de jugar el videojuego en modo primera persona gracias a una actualización.

## Jugabilidad

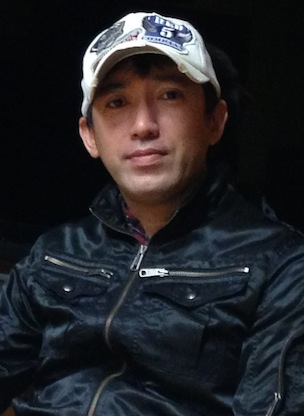
Shinji Mikami

Similar a su predecesor, el videojuego es un juego de horror de supervivencia. Jugado desde una perspectiva en tercera persona, el jugador asume el control del detective Sebastian Castellanos, quien debe descender al mundo de la Unión para rescatar a su hija, Lily. Hay tres modos de dificultad, el Casual, que recomienda el productor Shinji Mikami, Supervivencia y Pesadilla, el último escenario recomendado para jugadores que disfrutaron de la curva de dificultad en el juego anterior. En The Evil Within 2, los mapas son semiabiertos, más grandes y hay múltiples formas para que los jugadores avancen en un nivel. El jugador también recibe un elemento conocido como "El comunicador", que ayuda a resaltar las mejoras de inventario de municiones y objetivos de las misiones principales y secundarias del juego. También revela puntos de resonancia, que proporcionan pistas sobre lo que sucedió en el mundo de la Unión. Los jugadores pueden explorar el área del mapa libremente para completar objetivos laterales y buscar recursos, que son escasos. Los jugadores pueden enfrentarse directamente con los enemigos usando armas como pistolas, o usar el sigilo para evitar ser notados o esconderse detrás de los enemigos para matarlos silenciosamente.
El juego presenta un sistema de artesanía en el que los jugadores pueden reunir recursos para crear nuevos objetos, como munición. Los jugadores pueden crear objetos en cualquier momento del juego, pero hacerlo en un banco de trabajo hace que se requieran menos materiales de artesanía. Un sistema de personalización también está presente. El Gel Verde, introducido en el primer juego, se puede utilizar para personalizar las habilidades de Sebastian, que se dividen en cinco árboles diferentes: salud, sigilo, combate, recuperación y atletismo. Las armas se pueden mejorar con las piezas de armas que los jugadores recolectan al explorar la Union, esta vez, para cada virote de ballesta, se otorga un plus de efecto al mejorarse al máximo al igual que se le otorgaba al virote normal en la primera entrega.

## Argumento
Tres años después de los eventos del primer juego, Sebastian Castellanos se fue del Departamento de Policía de la ciudad de Krimson y cayó en el alcoholismo. Ahogando sus penas en un bar, Sebastian se acerca a su compañero y agente de MOBIUS Juli Kidman, quien le revela que su hija Lily todavía está viva. Sebastian es llevado a una instalación secreta de MOBIUS, en contra de su voluntad, donde se encuentra con el Administrador, quien además explica que Lily está siendo utilizada como el Núcleo para un nuevo sistema STEM para simular una ciudad estadounidense idílica llamada Unión. Sin embargo, una semana antes de los eventos del juego, MOBIUS perdió contacto con Lily y sus agentes dentro de Union, y han perdido el control sobre la simulación. Sebastian accede de mala gana a ayudar y está conectado a STEM.
Al entrar a Union, Sebastian descubre que la ciudad se ha convertido en un reino de pesadilla donde todos los habitantes fueron asesinados o transformados en monstruos. Además, Sebastian es testigo de un misterioso fotógrafo con poderes sobrenaturales que persigue y asesina a los agentes de MOBIUS. Se las arregla para conseguir que Liam O'Neal, un técnico sobreviviente de MOBIUS lo ayude a rastrear el paradero de Lily. Mientras Sebastian sigue su rastro, se entera de que ha sido secuestrada por el fotógrafo, quien se revela como Stefano Valentini, un asesino en serie que logró infiltrarse en la Unión. Después de una infructuosa búsqueda de Lily en el distrito residencial de Union, Sebastián se entera por O'Neal de que Stefano llevó a Lily al Ayuntamiento. Sebastian lucha en su camino a través del Ayuntamiento para activar un dispositivo llamado 'Emisor de campo estable' como un intento de estabilizar a Union, pero Stefano envía un nuevo monstruo llamado 'Obscura', del cual Sebastian defiende el dispositivo. Después de que Obscura desaparece, Sebastian descubre que una vez más Stefano ha escapado con Lily.
Mientras viaja al distrito financiero, Sebastian se encuentra con otro operativo de MOBIUS, Yukiko Hoffman. Sebastian continúa buscando a Stefano y se encuentra con Sykes, otro miembro de MOBIUS en el camino, quien Sebastian ayuda a investigar una posible fuga de STEM.
Stefano revela que originalmente había secuestrado a Lily bajo las órdenes de otra parte, pero decidió mantenerla para explotar sus poderes como Núcleo. Sebastian mata a Stefano, pero antes de que pueda rescatar a Lily, aparece Myra, su esposa y madre de ésta, y se lleva a Lily. Sebastian se ve transportado al interior de una misteriosa zona de fortalezas, donde se le acerca el padre Theodore Wallace, quien intenta convencer a Sebastian para que se una a él y confiscar a Lily de Myra desde que Stefano lo traicionó. Sebastian se niega y es desterrado a un bosque fuera de Union, donde se encuentra con la agente de MOBIUS, Esmeralda Torres. Al llegar a su casa segura, Torres revela que ella, Kidman, Myra y Theodore habían conspirado para separar a Lily de STEM y destruir MOBIUS desde adentro a través de sus implantes de chips. 
Decidiendo que encontrar a Theodore es su mejor curso de acción, Sebastian intenta ponerse en contacto con O'Neal pero no obtiene respuesta. Él descubre que la médula ha sido violada por los seguidores del padre Theodore. Al llegar a la casa segura de Hoffman, Sebastian descubre que O'Neal se había ido para acceder a un área restringida dentro de la Médula, y le dijo a Hoffman que lo encontrara allí. Sospechoso, Sebastian sigue el rastro de Hoffman y descubre que O'Neal había sido corrompido por Theodore. Sebastian lucha contra O'Neal y se ve obligado a matarlo, aunque O'Neal logra liberarse de la influencia de Theodore y les dice cómo encontrarlo con su último aliento. Sebastian y Esmeralda asaltan el reino de Theodore, pero el ataque falla cuando Theodore usa la propia culpabilidad y autoconfianza de Sebastian contra él, y Sebastián accidentalmente le dispara a Esmeralda.
Cuando Sebastian se despierta, se entera de que Esmeralda se ha sacrificado para salvarlo. Hoffman le dice que Theodore ha erigido su fortaleza en el centro de Union.
Antes de partir hacia la fortaleza, Sebastian ayuda a Sykes una vez más, luchando en un camino a través del Médula para encontrar una puerta trasera fuera de STEM. Sykes parte usando la puerta de atrás, dejando su destino desconocido. Sin embargo, a través de una grabación de audio reproducida después de la partida de Sykes, se da a entender que escapó con éxito.
Tanto Sebastian como Hoffman asaltan la fortaleza de Theodore, pero Hoffman muere poco después. Sebastian entonces se abre paso hacia Theodore. Theodore intenta matar a Sebastian con alucinaciones de monstruos del juego anterior, pero él los vence. Myra aparece de repente y mata a Theodore. Sin embargo, ella le dice a Sebastian que deje el STEM y la deje a ella y a Lily sola, antes de destruir el edificio. Confundido, Sebastian sigue a Myra a una recreación de su hogar a través de la Unión ahora destruida.
Sebastian finalmente se enfrenta a Myra, cuyo deseo de proteger a Lily la ha vuelto loca y obsesionada con mantener a Lily encerrada en el STEM por su propia seguridad. Ella le dice a Sebastian que en su nuevo hogar, Lily estará a salvo del dolor y el miedo. Sebastian protesta y dice: "Si se queda aquí, no vivirá una vida sin miedo, porque no vivirá una vida para nada". Myra lo ataca, obligándolo a dispararle en la cabeza. Esto desencadena su transformación en un ser grande llamado 'La Matriarca', forzando a Sebastian a luchar contra ella a regañadientes. Sebastian derrota a Myra, haciéndola volver a sus sentidos. Se prepara para asumir lirio de STEM, pero Myra se niega a seguir, lo que explica que, como parte del plan para destruir Mobius, que debe tener lugar de Lily como núcleo del STEM para transmitir la señal de implante destructores. Mientras tanto, en el mundo real, el Administrador ordena a Kidman que elimine a Sebastian. Ella lo desobedece y ayuda a Sebastian y Lily a escapar del STEM mientras Myra ejecuta su plan, matando al Administrador y todos los operativos de MOBIUS (excepto Kidman que se ha quitado el microchip de su cuello). Ahora, libre de MOBIUS, Sebastian, Lily y Kidman abandonan las instalaciones.
En una escena poscréditos, Sebastian se separa de Kidman y se va a vivir una nueva vida con Lily. De vuelta en la instalación MOBIUS ahora abandonada, el sistema STEM misteriosamente se reactiva.

## Desarrollo
El desarrollo de The Evil Within 2 comenzó en marzo de 2015, luego de que el equipo de Tango Gameworks finalizara el desarrollo del contenido descargable para el primer juego. El director Shinji Mikami renunció a dirigirlo y se convirtió en productor de juegos y supervisó el desarrollo del juego. El papel del director fue asignado a John Johanas, descrito por Mikami como una persona con "mucho talento". La historia del videojuego fue escrita por Syoji Ishimine y Trent Haaga. Uno de sus objetivos era hacer que la historia del juego fuera más fácil de comprender para los jugadores, una respuesta a la crítica del primer videojuego en el que la trama del juego se complica demasiado al final. Las realidades cambiantes, una característica del primer juego, también vuelven en la continuación, pero según Johanas, "hay un poco más de lógica sobre cuándo y cómo sucede". La relación de aspecto de 2,5: 1 presentada en el primer juego se eliminó debido a la respuesta mixta que esta elección de diseño había recibido en su lanzamiento, aunque al equipo le gustó. Mientras que el juego conserva el gore-horror que aparece predominantemente en el juego original, el equipo de escritura también se esfuerza por crear el aspecto de horror psicológico del videojuego, ya que el juego cuenta una historia que es más personal.
En agosto de 2016, Pete Hines, un ejecutivo de la editorial Bethesda Softworks, reveló que The Evil Within había vendido suficientes copias como para garantizar una segunda parte, aunque se negó a comentar si un nuevo juego estaba en desarrollo. El juego se filtró en marzo de 2017, en el que se filtró una descripción del trabajo de Psycho Break 2, el título japonés del juego. Un anuncio del juego fue publicado prematuramente en Reddit, varias horas antes del anuncio oficial del juego en la conferencia de prensa de la Bethesda Electronic Entertainment Expo del año 2017.
A diferencia de su predecesor, que se desarrolló en el motorId Software id Tech 5, The evil within corre en el motor STEM, una rama de id Tech que fue desarrollado a medida por Tango Gameworks para el videojuego.

## Recepción
The Evil Within 2 recibió revisiones "generalmente favorables", de acuerdo con la página de crítica y reseñas Metacritic.
El puntaje de Ray Porreca fue de 7/10 en Destructoid dijo que era "sólido y definitivamente tiene una audiencia. Podría haber algunas fallas difíciles de ignorar, pero la experiencia es divertida".
Mollie L Patterson dijo en Electronic Gaming Monthly: "Aunque nunca esperé ver una secuela de The Evil Within, ahora hemos conseguido una, y estoy bastante contenta de haberlo hecho. Mientras que The Evil Within 2 no está exento de problemas, y no estoy seguro de que sea el tipo de juego que querría jugar una segunda vez, cuando terminaron los créditos finales, había disfrutado legítimamente de la aventura que acababa de hacer, y las mejoras que Tango Gameworks había tratado de traer a la serie.
Suriel Vázquez, de Game Informer, otorgó al juego un 7.75 / 10, afirmando que "The Evil Within 2" es un juego de terror sólido que amplía el alcance de la serie para extenderse fuera de la sombra de un titán en el género de terror, incluso si a veces se apoya fuertemente en ideas prestadas. Su curva de progresión y dificultad crea un ciclo satisfactorio que compensa el ingenio y la estrategia, pero sus piezas y estructuras establecidas no se basan lo suficiente en las muchas ideas que toman prestadas para hacerlas sentir nuevas o interesantes. Un viaje que ofrece emociones divertidas en el momento, pero no creo que vaya a perder demasiado sueño por estas pesadillas en particular".
Paul Tamburro de Game Revolution le otorgó 3.5 de 5 estrellas, afirmando que "The Evil Within 2" es una digna secuela que toma una serie de decisiones audaces. Para aquellos que solo buscan las emociones del horror de supervivencia del primer videojuego, su foco en el combate probablemente sea una decepción, al igual que su introducción de un mundo abierto aburrido. Sin embargo, hay muchas cosas escondidas en The Evil Within 2 que atraerán tanto a los fanáticos jugadores originales como a los nuevos, con una mezcla de las mejores ideas de Mikami y John. La nueva dirección de Johanas. Ciertamente no es lo que esperaba, pero en el buen sentido".
El puntaje de 8/10 de Alessandro Fillari en GameSpot decía que "aunque hay algunos contratiempos técnicos ocasionales que resultan en algunos momentos particularmente frustrantes y problemas de ritmo extraños, esta secuela de terror eleva la tensa e impactante experiencia de horror de supervivencia en formas que parecen frescas y emocionantes. El juego de terror cerebral no es totalmente nuevo, pero rara vez se siente como rutina y ofrece muchas sorpresas. Llegando a una larga y sorprendentemente compacta campaña de 15 horas, la secuela hace un trabajo admirable al aumentar la tensión y atemorizar cuando necesita hacerlo, a la vez que le da la libertad de explorar y proceder de la forma que desee. Es algo difícil de equilibrar, pero The Evil Within 2 lo hace notablemente bien, y de una manera que deja una impresión fuerte y duradera después de su conclusión conmovedora".
Lucas Sullivan de GamesRadar le dio al juego una puntuación de 3.5 de 5 estrellas diciendo que "aunque no supera a su predecesor, The Evil Within 2 ofrece otro divertido, desafiante y tenso episodio que debería encantar a los fanáticos del primer juego".
Lucy O'Brien de IGN le dio al juego 8/10, concluyendo que "The Evil Within 2 es una experiencia de horror de supervivencia intensa y estimulante".
80/100 fue el puntaje de Joe Donnelly en PC Gamer y dijo que era "una secuela de horror de supervivencia psicológica intensa y emocionante que mejora su precursor en casi todos los sentidos".
"The Evil Within 2 representa uno de los giros más evidentes y asombrosos que he presenciado de un título de debut hasta su secuela. Es un juego de terror brillante, que comprende cuándo aumentar la tensión y cuándo retroceder y dejarte. Si el primer juego fue un intento fallido de capturar el espíritu del clásico Resident Evil 4 de Shinji Mikami, la continuación es un intento exitoso de algo mucho mejor: encontrar una voz escalofriante y estimulante", fue la conclusión de Philip Kollar en Polygon con una puntuación de 9/10. El sitio web más tarde clasificó al juego 21 en su lista de los 50 mejores juegos del año 2017.

### Ventas
The Evil Within 2 vendió 42.941 copias en la PlayStation 4 en su primera semana de ventas en Japón, lo que lo colocó en el tercer lugar en el cuadro de ventas de todos los formatos.

### Reconocimientos
El juego fue nominado a "Mejor juego de acción" en PC Gamer en el año 2017, para los premios a videojuegos del año, en la categoría de 'Mejor Juego de Acción-Aventura' en IGN en sus premios a lo mejor del 2017. y para la "Game, Franchise Action" en la Academia Nacional de Premios de Revisores de Videojuegos.